# Abenomika

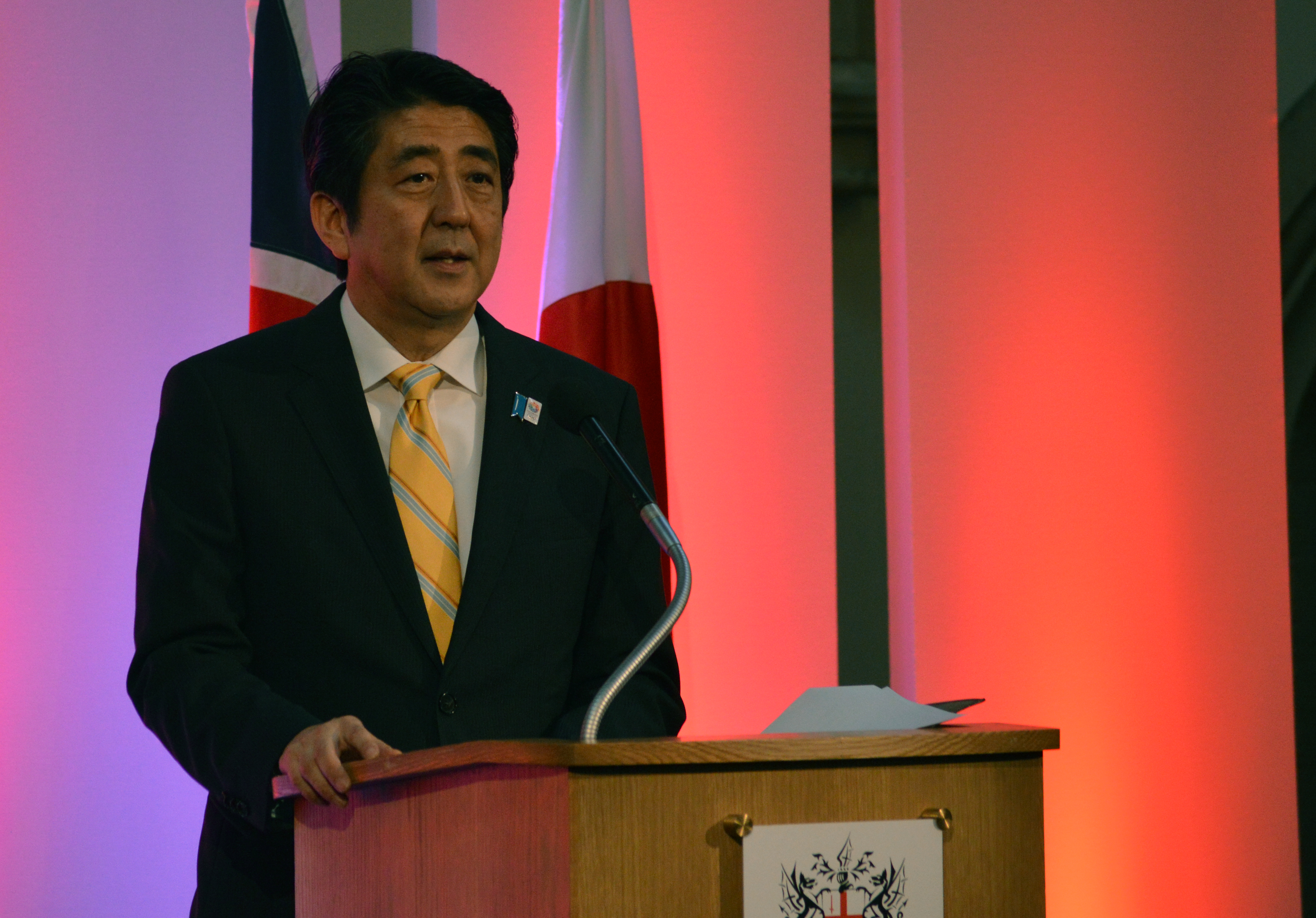
Premier Shinzō Abe przedstawiający swój program w Londynie, 2013

Abenomika (z ang. Abenomics – zbitka wyrazowa Abe i economics) – program polityki gospodarczej w celu ożywienia gospodarki Japonii, wprowadzany przez japońskiego premiera Shinzō Abe od 2013 roku, opierający się na trzech filarach, tzw. „trzech strzałach”: luzowaniu polityki pieniężnej, stymulacji fiskalnej i reformach strukturalnych.

## Nazwa
„Abenomika” pochodzi z ang. Abenomics – zbitki wyrazowej powstałej z połączenia dwóch wyrazów Abe – nazwiska premiera Shinzō Abe – i economics . Jest nawiązaniem do reaganomiki (z ang. reaganomics – zlepek słów Reagan i economics).

## Kontekst
W okresie od lat 50. do lat 70. XX w. japońska gospodarka charakteryzowała się solidnym, stałym wzrostem gospodarczym. Dochód na jednego mieszkańca był jednym z najwyższych na świecie, a Japonia stała się drugą potęgą gospodarczą po Stanach Zjednoczonych. Pod koniec lat 80. XX w. doszło do przegrzania gospodarki, a na początku lat 90. nastąpiło zwolnienie tempa wzrostu gospodarczego i deflacji. Bank Japonii, aby ratować sytuację, ustanowił stopy procentowe na poziomie zero. Sytuacja się jednak nie poprawiła i Japonia wpadła w ponad dwudziestoletnią stagnację, pogłębianą przez kryzysy światowe, które wystąpiły pod koniec lat 90. i w 2008 roku.
Japonia boryka się również z problemami natury strukturalnej – z kryzysem demograficznym, charakteryzującym się ogromnym spadkiem liczby urodzeń i starzeniem się społeczeństwa, wszechobecnym systemem nepotyzmu, spadkiem innowacyjności oraz eksportu, który wcześniej napędzał gospodarkę .
Po wygranej Partii Liberalno-Demokratycznej w wyborach w grudniu 2012 roku Shinzō Abe został desygnowany na premiera. Abe obiecywał naprawę japońskiej gospodarki poprzez wzrost wydatków publicznych, inwestycji prywatnych oraz prowadzenie energicznej polityki proeksportowej .

## Program Abe
Program opiera się na trzech filarach, tzw. „trzech strzałach”: luzowaniu polityki pieniężnej, stymulacji fiskalnej i reformach strukturalnych . Miał przerwać błędne koło niskiego wzrostu gospodarczego i deflacji. Luźna polityka monetarna miała przezwyciężyć deflację, luźna polityka fiskalna pobudzić aktywność gospodarczą a reformy odbudować zaufanie przedsiębiorców i promować inwestycje prywatne, by zapewnić długofalowy wzrost gospodarczy. Program jest połączeniem keynesowskiego wsparcia gospodarki w krótkim okresie z ekonomią podażową w długim okresie .

### Polityka monetarna
22 stycznia 2013 roku rząd Japonii premiera Abe i Bank Japonii kierowany przez Masaakiego Shirakawę wydali wspólne oświadczenie, wprowadzające po raz pierwszy w historii Japonii cel inflacyjny, który ustalono na poziomie 2% . Bank Japonii zobowiązał się do prowadzenia luźnej polityki pieniężnej, by osiągnąć ten cel i przezwyciężyć deflację .
W marcu 2013 roku szefem Banku Japonii został Haruhiko Kuroda, który od kwietnia zaczął luzować politykę pieniężną (ang. Quantitative and Qualitative Monetary Easing, QQE), która była kolejno wzmacniana w 2014 i w 2015 roku. Dzięki dwukrotnemu zwiększeniu bazy monetarnej Japonia miała osiągnąć swój cel inflacyjny 2% w ciągu 2 lat .
Celu nie udawało się jednak osiągnąć i 29 stycznia 2016 roku bank wprowadził ujemną stopę procentową na poziomie -0,1% na część nadwyżki na koncie instytucji finansowych w Banku Japonii (ang. QQE with a Negative Interest Rate). We wrześniu 2016 roku, na podstawie oceny skutków dotychczasowej polityki, bank wprowadził luzowanie połączone z kontrolą krzywej rentowności (ang. QQE with yield curve control). W lipcu 2018 roku Bank skorygował nieznacznie niektóre parametry luzowania .
Prowadzona od 2013 roku ekspansja monetarna spowodowała bezprecedensowy przyrost bilansu Banku Japonii , jednak nie doprowadziła do osiągnięcia wyznaczonego celu inflacyjnego na poziomie 2% . W 2017 roku wskaźnik inflacji wynosił 0,5%, który według jesiennej prognozy Komisji Europejskiej z 2018 roku ma stopniowo wzrosnąć do 1,3% w roku 2020 .

### Polityka fiskalna
Jednocześnie rząd Japonii miał prowadzić ekspansywną politykę fiskalną w celu pobudzenia popytu wewnętrznego poprzez inwestycje publiczne . Finansowanie inwestycji miało odbywać się poprzez zwiększenie długu publicznego .
18 stycznia 2013 roku rząd przyjął nadzwyczajny pakiet działań stymulacyjnych wymagający zwiększenia wydatków publicznych na kwotę 13 bilionów jenów (ok. 520 miliardów złotych) . Szacowano wówczas, że łączna kwota przedsięwzięć stymulacyjnych wyniesie 20 bilionów jenów (800 miliardów złotych), co byłoby największą stymulacją fiskalną w historii, nie licząc działań podjętych po upadku banku Lehman Brothers w 2008 roku . Inwestowano w infrastrukturę – budowano mosty, drogi i tunele na obszarach dotkniętych trzęsieniem ziemi i tsunami w 2011 roku, wsparto wówczas również program emerytalny . Stymulacja fiskalna miała przynieść 2% realnego wzrostu gospodarczego oraz powstanie 600 tysięcy nowych miejsc pracy .
Kolejne działania stymulacji fiskalnej podejmowano w grudniu 2013 roku, grudniu 2014 roku i kwietniu roku 2016. Rząd początkowo planował zwiększenie wpływów do budżetu poprzez stopniowe podwyższanie stopy podatku od konsumpcji, jednak po pierwszej podwyżce wprowadzonej w kwietniu 2014 roku, po której nastąpiło spowolnienie wzrostu gospodarczego, kolejne podwyżki zostały odłożone w czasie . W wyniku tych działań dług publiczny Japonii wzrósł do prawie 236% PKB w 2017 roku .

### Reformy strukturalne
Dla utrzymania wzrostu gospodarczego rząd miał przeprowadzić szereg reform dla pobudzenia inwestycji prywatnych, tworzenia nowych miejsc pracy i wzrostu wynagrodzeń . Działania w tym zakresie obejmowały strategię restrukturyzacji przemysłu, liberalizację rynku pracy i aktywizację zawodową kobiet (ang. womenomics), stymulowanie innowacji, strategię kreowania nowych rynków, w tym rynku usług medycznych, energii, produktów rolno-spożywczych i rybołówstwa, modernizację rolnictwa . We wrześniu 2015 roku premier Abe utworzył nowe stanowisko w gabinecie do spraw odwrócenia negatywnego trendu demograficznego .
Ponadto postawiono na ożywienie międzynarodowej współpracy gospodarczej poprzez udział w Partnerstwie Transpacyficznym i ekspansję eksportu .

## Efekty
W początkowym okresie polityki Abe, w 2013 roku odnotowano przyśpieszenie wzrostu gospodarczego i spadek stopy bezrobocia . Jednak w 2014 roku, po podwyższeniu podatku od konsumpcji doszło do recesji, a poparcie dla premiera i jego polityki znacząco spadło . Abe rozwiązał parlament i ogłosił wcześniejsze wybory, które odbyły się 14 grudnia 2014 roku . Wybory, przy rekordowo małej frekwencji, wygrała ponownie Partia Liberalno-Demokratyczna, a Abe ponownie został premierem .
Opinie na temat efektywności abenomiki są podzielone . Krótkookresowa stymulacja odniosła sukces w postaci powrotu na ścieżkę konsekwentnego wzrostu gospodarczego i spadku bezrobocia poniżej 3%, przy sprzyjającej koniunkturze globalnej, szczególnie w 2017 roku . Nie udało się osiągnąć celu 2% inflacji . Konsumpcja prywatna i płace realne nie wzrosły .
Pojawiają się obawy, że – pomimo wprowadzanych reform – abenomika nie jest w stanie sprostać wyzwaniom długookresowym związanym ze starzeniem się społeczeństwa japońskiego . Wiele z zapowiedzianych reform strukturalnych wprowadzanych jest zbyt powolnie .
Ekonomiści wskazują również na ryzyka – od hiperinflacji wskutek polityki luzowania monetarnego do nadmiernego obciążenia długiem publicznym .